# نیتن ردموند
نیتن ردمند (به انگلیسی: Nathan Redmond؛ زادهٔ ۶ مارس ۱۹۹۴) یک بازیکن فوتبال اهل انگلستان است.
ردموند کار خود را به‌عنوان یک بازیکن جوان با بیرمنگام سیتی ، باشگاه شهر خود آغاز کرد. او اولین بازی خود را در دور دوم جام اتحادیه مقابل روچدیل در اوت 2010 انجام داد و با 16 سال و 173 روز به دومین بازیکن جوان باشگاه تبدیل شد.ردموند اولین بازی زیر 21 سال خود را در فینال قهرمانی زیر 21 سال اروپا در سال 2013 انجام داد.او در فصل پایانی 2013 به باشگاه لیگ برتری نوریچ سیتی پیوست.